# برابری نتیجه

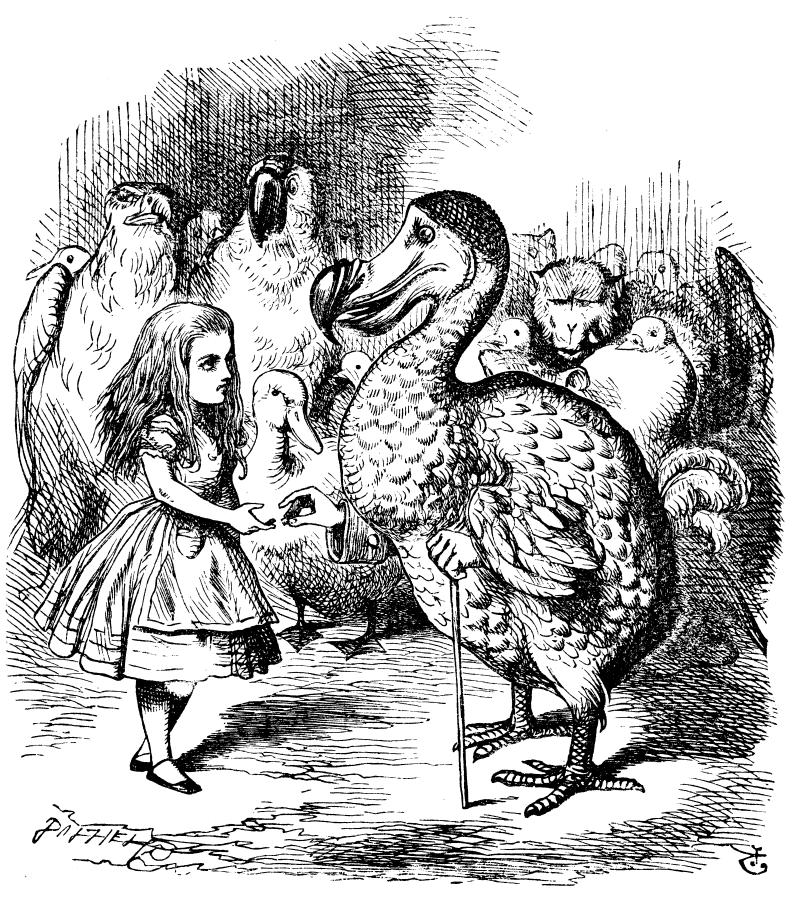
در رمان «آلیس در سرزمین عجایب»، پرندهٔ دودو به آلیس می‌گوید «همه برنده شده‌اند و همه باید جایزه بگیرند». گفته می‌شود این نقل قول، مفهوم بحث‌انگیز برابری نتیجه را توصیف می‌کند.

برابری نتیجه یا برابری شایستگی (به انگلیسی: equality of outcome) یک مفهوم سیاسی است که برای برخی از ایدئولوژی‌های سیاسی حائز اهمیت است. این مفهوم که به‌طور منظم در گفتمان‌های سیاسی استفاده می‌شود، اغلب در مقایسه با برابری فرصت‌ها قرار می‌گیرد.
در مفهوم برابری نتیجه، یک دولت به گونه‌ای توصیف می‌شود که در آن مردم تقریباً ثروت و درآمد مادی برابری دارند یا شرایط اقتصادی عمومی زندگی آنها یکسان است. دستیابی به نتایج مساوی به‌طور کلی مستلزم کاهش یا حذف نابرابری‌های مادی بین افراد یا خانواده‌ها در یک جامعه است و معمولاً شامل انتقال درآمد یا ثروت از افراد ثروتمندتر به افراد فقیر یا اتخاذ اقدامات دیگر برای ارتقاء برابری شرایط است.
یک نگرش مرتبط با تعریف برابری نتیجه این است که آن را به عنوان «برابری در امور مرکزی و ارزشمند در زندگی» در نظر بگیریم. کاربری در مجله فلسفه سیاسی می‌گوید این اصطلاح به معنای «برابر کردن مردم است، به جای اینکه بگوید کجا و چگونه شروع شوند»، اما این اصطلاح را «ساده» توصیف کرده‌است. زیرا مشخص نمی‌کند که چه چیزی باید برابر ساخته شود.

## پانویس

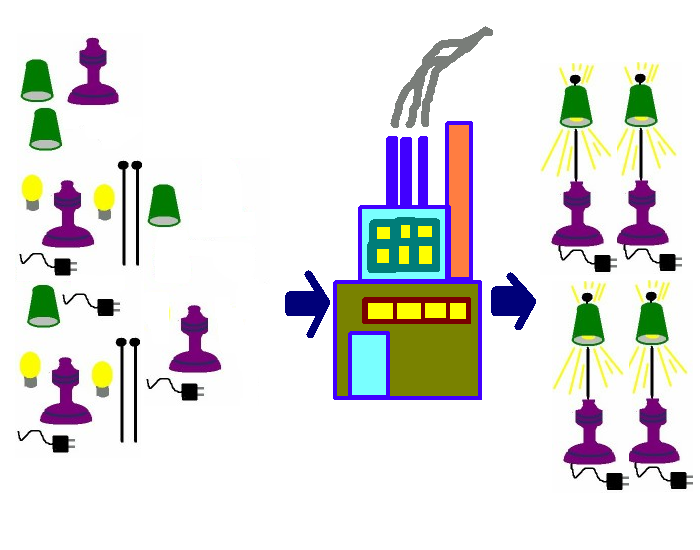
برای مثال، در یک کارخانه مونتاژ لامپ، برابری نتیجه به این معناست که همهٔ کارگران دستمزد مشابهی داشته باشند، بدون توجه به تعداد لامپ‌های باکیفیتی که تولید می‌کنند (که به این معنی است که کارگران را نمی‌توان به خاطر تولید لامپ‌های با کیفیت به تعداد خیلی کم از کار برکنار کرد). این را می‌توان با یک سیستم پرداخت مانند کار خرد مقایسه کرد، که نیازمند آن است که هر کارگر مقدار ثابت دستمزد را در قبال هر لامپ با کیفیتی که تولید می‌کند دریافت می‌کند.